# Pierre Gabriel
Pierre Gabriel (auch Peter Gabriel; * 1. August 1933 in Bitsch; † 24. November 2015 in St. Gallen, Schweiz) war ein französischer Mathematiker, der sich mit Algebra und homologischer Algebra befasste.

## Leben
Gabriel wurde 1960 an der Universität von Paris promoviert (Des categories abeliennes). Er war Professor an den Universitäten Straßburg-Metz, Bonn und Zürich.
Gabriel war auch ein Student von Jean-Pierre Serre, der ihn in seiner Arbeitsrichtung stark beeinflusste, und gab die erste Fassung von dessen Algèbre locale. Multiplicités aus Vorlesungen am Collège de France 1957/58 heraus.
Gabriel erzielte in seiner Dissertation (erschienen 1962 im Bulletin de la Société Mathématique de France) wesentliche Fortschritte in der Theorie Abelscher Kategorien, insbesondere der Kategorien quasi-kohärenter Garben auf Schemata (unter anderem Gabriel-Rosenberg-Rekonstruktionssatz, zusätzlich benannt nach Alexander L. Rosenberg). Er war Mitarbeiter von Alexander Grothendieck in SGA 1 und 3 (Seminar Géometrie Algébrique).
Mit Michel Zisman entwickelte er eine verallgemeinerte Lokalisierungstheorie in der Homotopietheorie. Mit Michel Demazure schrieb er ein Lehrbuch über algebraische Gruppen unter Betonung der Sichtweise der homologischen Algebra. Später befasste er sich mit Darstellungstheorie endlichdimensionaler assoziativer Algebren. 1970 zeigte er, dass Köcher vom endlichen Typ (mit endlicher Anzahl unzerlegbarer Darstellungen) den Dynkin-Diagrammen entsprechen. Mit Raimundo Bautista, A.V. Roiter (1937–2006) und Leonardo Salmeron bewies er 1983 die Existenz multiplikativer Basen in darstellungsendlichen Algebren (erschienen 1985 in Inventiones Mathematicae).
1986 wurde er korrespondierendes Mitglied der Académie des sciences. 1980/81 war er Präsident der Schweizerischen Mathematischen Gesellschaft. Er war auswärtiges Mitglied der Ukrainischen Akademie der Wissenschaften.
Zu seinen Doktoranden zählten Klaus Bongartz, Bernhard Keller und Christine Riedtmann.
1986 war er Invited Speaker auf dem Internationalen Mathematikerkongress in Berkeley (Darstellung endlichdimensionaler Algebren).
Gabriel setzte sich auch für die Erhaltung der deutsch-französischen Zweisprachigkeit in seiner elsass-lothringischen Heimat ein.